# اچ‌ام‌اس کینگ جورج پنجم (۱۹۹۱)
اچ‌ام‌اس کینگ جورج پنجم (۱۹۹۱) (به انگلیسی: HMS King George V (1911)) یک کشتی بود که طول آن ۵۹۷ فوت ۶ اینچ (۱۸۲٫۱ متر) بود. این کشتی در سال ۱۹۱۱ ساخته شد.